# Big Falls (Belize)
Big Falls (auch: Big Fall) ist ein Ort im Toledo District von Belize.
2010 hatte der Ort 845 Einwohner, hauptsächlich Angehörige des Volkes der Kekchí und der Mopan.

## Geografie
Der Ort liegt am Rio Grande und wird vom Southern Highway durchquert.
Die nächstgelegenen Orte sind Silver Creek und Hicattee im Norden, sowie Esperanza im Südwesten und in weiterer Entfernung Dump.
Im Ort gibt es ein Versammlungshaus der Zeugen Jehovas und ein Freiluftmuseum Living Maya Experience.

## Klima
Nach dem Köppen-Geiger-System zeichnet sich durch ein tropisches Klima mit der Kurzbezeichnung Af aus.